# Turacoena
Turacoena – rodzaj ptaków z podrodziny gołębi (Columbinae) w obrębie rodziny gołębiowatych (Columbidae).

## Zasięg występowania
Rodzaj obejmuje gatunki występujące w Indonezji i Timorze Wschodnim.

## Morfologia
Długość ciała 36–44 cm, masa ciała 172–253 g.

## Systematyka

### Etymologia
- Turacoena (Turacaena): rodzaj Turacus Cuvier, 1800 (turak); gr. οινας oinas, οιναδος oinados „gołąb”[8].
- Haploenas: gr. ἁπλοος haploos „zwykły, prosty”; οινας oinas, οιναδος oinados „gołąb”[9].

### Podział systematyczny
Do rodzaju należą następujące gatunki:
- Turacoena manadensis (Quoy & Gaimard, 1830) – ogonówka białolica
- Turacoena sulaensis H.O. Forbes & Robinson, 1900 – ogonówka mała
- Turacoena modesta (Temminck, 1835) – ogonówka czarna